# Bakopa drobnolistá

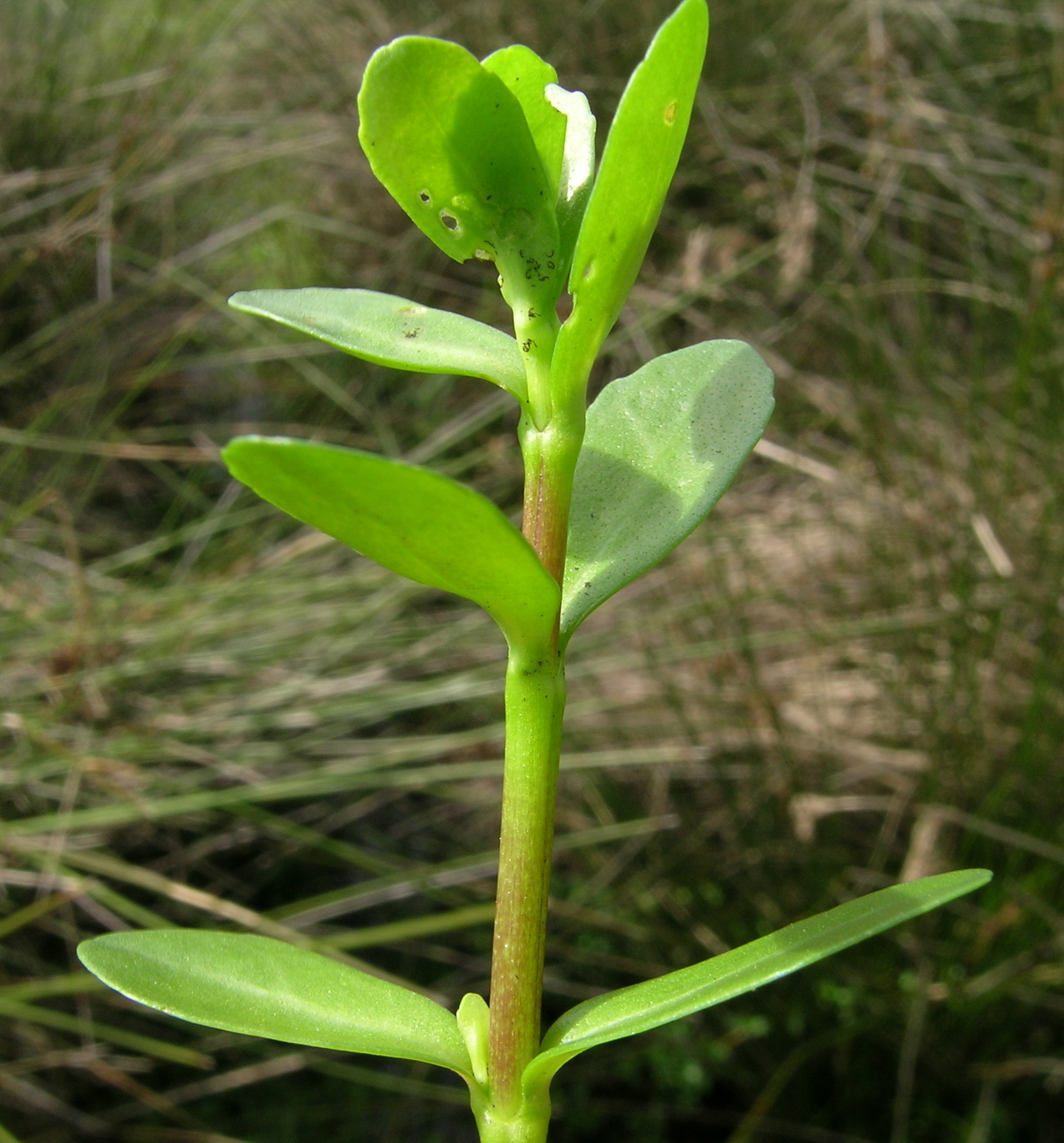
Lodyha s listy

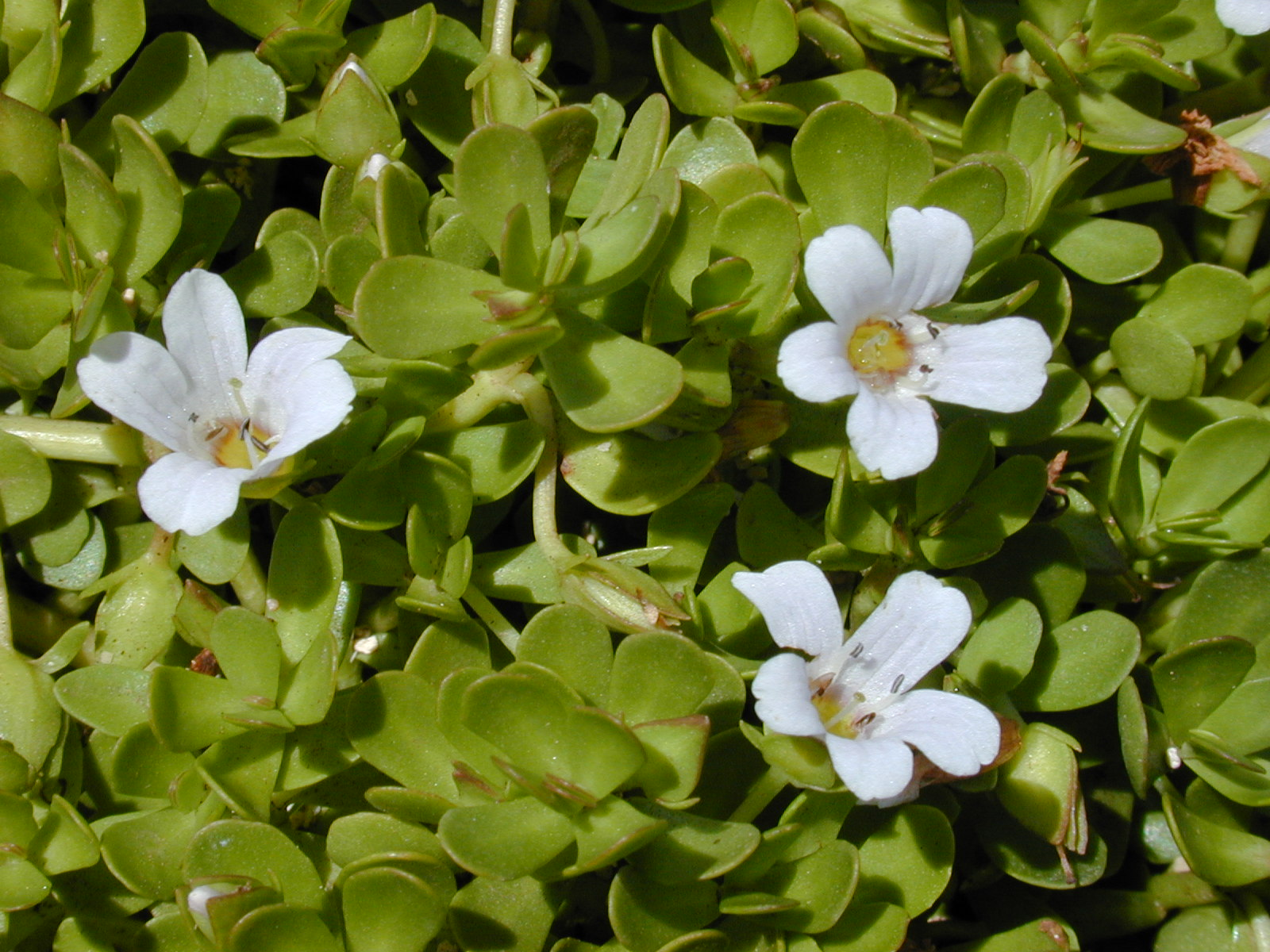
Květy

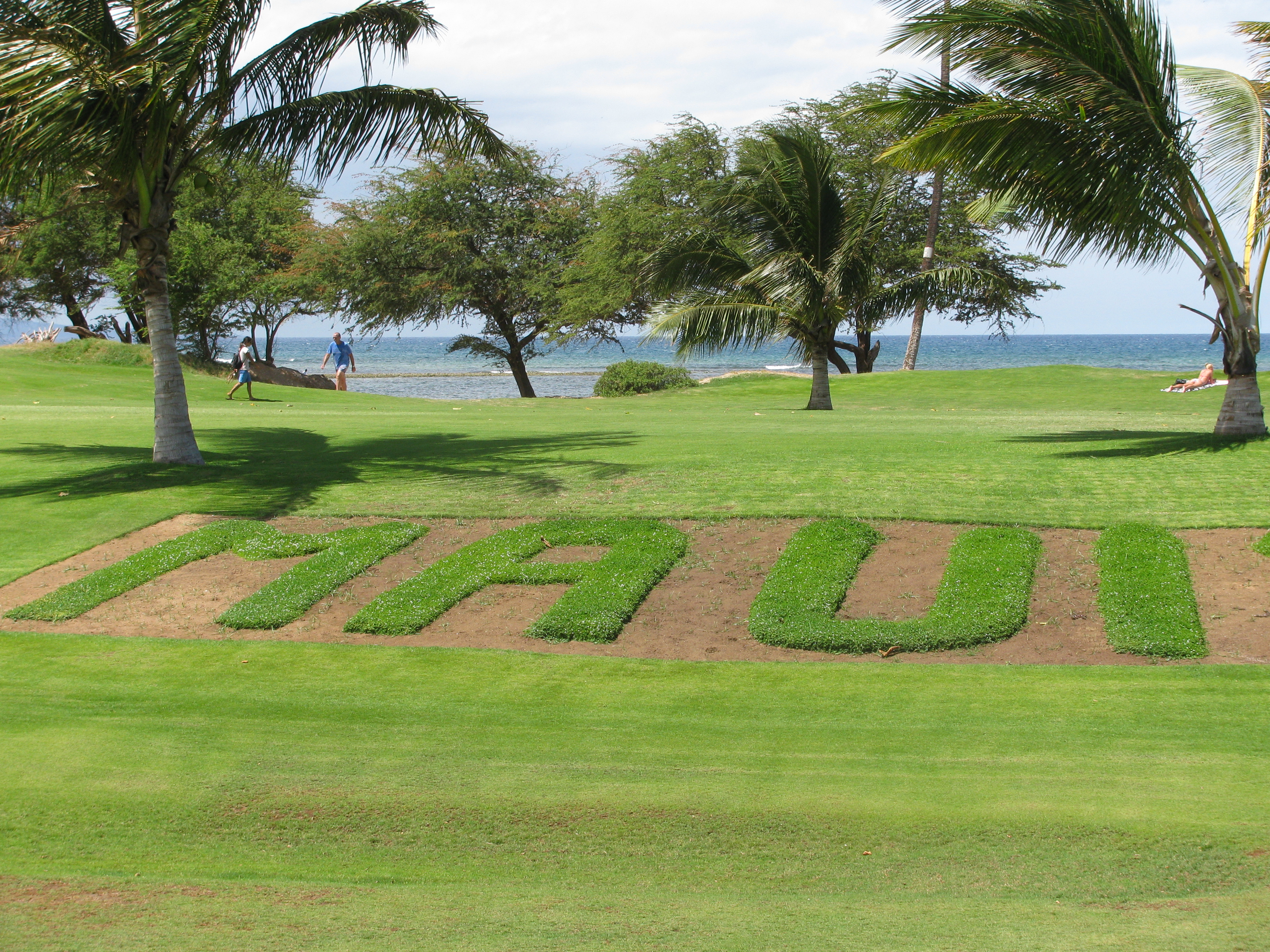
Okrasné použití

Bakopa drobnolistá (Bacopa monnieri) je drobná, teplomilná, vytrvalá, nearomatická, vlhkomilná bylina rostoucí na podmáčených místech nebo v klidných, nehlubokých vodách. Vyskytuje se v subtropech a tropech Starého i Nového světa, kde ze svých dužnatých lodyh vytváří husté rohože a obvykle kvete a plodí v průběhu celého roku. Používá se jako léčivá rostlina, někdy je pro svůj silný výskyt považována za nepříjemným plevel. Je nejrozšířenějším druhem rodu bakopa.
V minulosti byl rod bakopa, tvořený asi 55 druhy, součásti čeledi rostlin krtičníkovitých, asi před deseti léty byl na základě nově získaných molekulárních dat přeřazen do čeledi jitrocelovitých. Vědecké druhové jméno monnieri získala rostlina po Louis-Guillaume Le Monnierovi, francouzském přírodovědci z 18. století.

## Rozšíření
Bylina má rozsáhlý areál v tropech a subtropech, vyjma Austrálie se vyskytuje na velkých plochách všech kontinentů. V Americe má nejbohatší rozšíření ve Střední Americe, v Karibiku a ve středu Jižní Ameriky, v Asii v Číně, Indii a na jihozápadě a jihovýchodě světadílu a v Africe roste hlavně na pobřeží Indického oceánu a Rudého moře.
V české přírodě se nevyskytuje, bývá však používaná jako nenáročná ozdobná rostlina do akvárií, nebo se jako převislá rostlina vysazuje v teplém prostředí do závěsných květináčů.

## Ekologie
Roste na osluněných lokalitách a vytváří husté rohože, v polostínu přirůstá a kvete slaběji. Vyskytuje se na podmáčených, stále vlhkých půdách, které jsou písčité nebo jílovité, alkalické a mohou být i zasolené. Dobře se jí daří podél řek, na bahnitých březích vodních nádrží, v rýžových polích, bažinách i přímo ve vodě, kde nejlépe prosperuje ve stojaté, nebo jen líně se pohybující vodě. Roste i na místech s brakickou vodou, je rozšířená od hladiny moře do nadmořské výšky až 3500 m. V tropech vykvétá a tvoří semena celoročně, v subtropech na severní polokouli kvete od května do září a plodí od července do října. Hojně se vyskytuje na zavlažovaných polích, zhusta využívá rýžovišť. Ploidie druhu 2n = 68.
Podle IUCN je populační trend bakopy drobnolisté stabilní, vyskytuje se na velkých plochách a proto nejsou zapotřebí opatření na její ochranu. V systému je řazená mezi druhy málo dotčené (LC).

## Popis
Poléhavá, silně větvená bylina s dužnatými, vystoupavými nebo polehlými lodyhami, dlouhými 5 až 50 cm, které při styku s vlhkou půdou nebo vodou v uzlinách koření. Délka lodyh a hustota větvení odvisí od dostupné výživy. Lodyhy jsou porostlé vstřícnými, přisedlými, nevelkými listy dlouhými 1 až 2 cm a širokými do 6 mm. Listové čepele jsou dužnaté, obkopinaté či vejčitě podlouhlé, po obvodě celokrajné nebo jemně zubaté, u základny zúžené a na vrcholu okrouhlé. Hlavní listová žilka je dobře viditelná, dvě až čtyři sekundární jsou téměř nezřetelné.
Pětičetné, bílé, namodralé nebo nafialovělé oboupohlavné květy jsou malé, nebývají větší 1 cm. Vyrůstají jednotlivě z paždí listů na vztyčených stopkách dlouhých až 3,5 cm, delších než listy. Každý květ má na konci stopky dva rovnoběžné, úzké, na koncích zašpičatělé listence asi 0,5 cm dlouhé. Kališních lístků je pět, jsou vytrvalé, bývají nestejně dlouhé, průměrně 5 mm, horní a spodní jsou vejčité, postranní jsou největší, spodní je nejmenší a všechny se střechovitě překrývají. Koruna až 10 mm dlouhá je nálevkovitá, slabě dvoupyská, má pět na bázi srostlých lístků s barvou bílou, namodralou či světle fialovou a s tmavšími žilkami. V květu jsou čtyři dvoumocné tyčinky s lysými nitkami srostlými v párech, nesou tmavé prašníky. Gyneceum vzniklo srůstem dvou plodolistů, svrchní semeník je podlouhlý či kulovitý a shora dolů sehnutý, čnělka má slabě dvouramennou až hlavičkovitou bliznu. Květy jsou opylovány hmyzem, nejčastěji včelami a motýly.
Plody jsou úzce vejčité, až zašpičatěné tobolky dlouhé asi 5 mm a široké 4 mm, které jsou obalené lístky vytrvalého kalichu. Tobolky otvírající se štěrbinami obsahují mnoho světle hnědých, vejčitých, vodou šířených semen velkých 0,5 mm se síťovaným povrchem.

## Rozmnožování
Bakopa drobnolistá se poměrně snadno rozšiřuje semeny, která jsou hydrochorická, dlouhou dobu vydrží plavat bez ujmy na klíčivosti. Pomáhají je šířit i někteří vodní ptáci, kteří je považují za svou potravu. Ze semene zapadnutého do půdy epigeálně vyklíčí semenáč se dvěma eliptickými děložními lístky, následné pravé lístky jsou vejčitého tvaru. Minimální teplota pro klíčení je 16 °C, maximální 28 °C a za optimální se pokládá 20 °C.
Bylina se rozmnožuje se také vegetativními řízky, které snadno koření. Přirozeně se ve vlhké půdě či vodě rozšiřuje lodyhami, které v uzlinách vypustí kořínky. Následně se větví a zahušťuje tak své stanoviště, vytváří tzv. rohož, ve které nelze rozlišit jednoho jedince od druhého. Semena klíčí v půdě a případně i na vodní hladině. Za silného větru a vln bývají lodyhy rozlámané a jejich části odnášené i na vzdálenost mnoha kilometrů.

## Význam
Patří k rostlinám, které používá tradiční indické ájurvédské léčitelství pod jménem „brahmi“, což je odvozenina od sanskrtského slova Brahmá, které označuje v hinduistickém náboženství boha, neboli všudypřítomnou tvořivou sílu. V některých částech Indie se jako „brahmi“ označuje úplně odlišná, nepříbuzná rostlina Centella asiatica.
Bakopa drobnolistá tam patří tam mezi léky na zlepšení paměti a inteligence. Kromě toho je užívána pro sedativní, protizánětlivé, antipyretické, analgetické a antiepileptické účinky. Hlavní účinné látky jsou triterpenické saponiny (bakosid, bakopasaponin, aglykonem a pseudojujubogenin), alkaloidy (brahmin, nikotinin a herpestin) a steroidy (stigmasterol a β-sitosterol). Z běžných látek obsahuje hlavně vitamín C, komplex vitamínu B (nejvíce B 9 a B 12), vitamín E a minerály jako hořčík a zinek. V současnosti je módní léčivou rostlinou a jsou ji přisuzovány všemožné účinky.
V jihovýchodní Asii bývá i přes svou mírnou hořkost konzumována syrová nebo vařená jako salát, nebo se vysazuje jako ozdobná rostlina na břehy rybníků či do okrasných zahrad. Rostliny spásají larvy motýla babočky Anartia jatrophae a můry blýskavky Spodoptera litura. Je výživnou a vítanou potravou pro většinu býložravců, kteří ji s oblibou spásají.